# Gobiopterus chuno
Gobiopterus chuno es una especie de peces de la familia de los Gobiidae en el orden de los Perciformes.

## Morfología
Los machos pueden llegar a alcanzar los 3 cm de longitud total.

## Alimentación
Come zooplancton.

## Hábitat
Es un pez de clima tropical (23 °C-26 °C)

## Distribución geográfica
Se encuentra en Bangladés.

## Uso comercial
No se ve en los mercados locales.

## Observaciones
Es inofensivo para los humanos. 